# Godetevi la corsa
Godetevi la corsa è un romanzo di Irvine Welsh, uscito nel 2015. 
Il romanzo è incentrato sulla figura di Gas Terry Lawson, uno dei più esilaranti e complessi personaggi creati dalla penna di Welsh: dopo averlo conosciuto come uno dei quattro protagonisti di Colla e averlo rincontrato come personaggio secondario di una certa rilevanza in Porno, il lettore lo ritrova in quest'opera quale mattatore assoluto e perno di tutta la narrazione.
Il soprannome Gas viene dal suo primo lavoro come venditore ambulante di acqua minerale e bibite gassate a bordo di un furgone.

## Significato del titolo
Come già avvenuto in La vita sessuale delle gemelle siamesi, anche in questo caso il titolo ha un doppio significato: Godetevi la corsa è infatti il titolo della pièce teatrale autobiografica di Sara Ann Lamont, giovane drammaturga che Gas Terry salva dal suicidio caricandola nel proprio taxi e iniziando una relazione sessuale con lei, ma anche un invito a realizzare la propria vita seguendo ciò che ciascuno sente come la propria più profonda vocazione, lezione esistenziale che il protagonista apprende alla fine di numerose peripezie.

## Trama
La vicenda si svolge a Edimburgo nel 2011: Terry Lawson è ormai un uomo di circa quarantacinque anni, ma malgrado l'età e la maggiore stabilità lavorativa rispetto al passato (è titolare di una licenza da taxista) resta fondamentalmente un immaturo: cura maggiormente la propria alimentazione e ha abbandonato l'alcol solo per mantenere il suo irresistibile ascendente sulle donne e concedersi più avventure sessuali possibili, ha ricucito il rapporto con la madre Alice, che negli ultimi capitoli di Colla era fuggita dalla loro casa nell'estremo tentativo di responsabilizzarlo, ma mantiene contatti sporadici e superficiali con i suoi quattro figli avuti da altrettanti madri diverse. 
Oltre a Jason, già citato in Colla e nato dalla storica ex fidanzata Lisa, che è ormai un ventincinquenne laureato in Legge, Terry ha infatti avuto da Vivian, a sua volta già presentata in Colla, una figlia di nome Donna, che ha circa vent'anni e ha avuto da padre ignoto una bimba di nome Kasey Linn. Gas Terry è dunque già nonno, oltreché padre di due bambini di otto anni avuti da due ragazze diverse con cui ebbe rapporti sessuali non protetti in uno stesso week end in cui “si sentiva depresso”.
Terry arrotonda i guadagni da taxista facendo da corriere per piccoli quantitativi di cocaina e continuando a recitare, come narrato in Porno, in film a luci rosse prodotti da Sick Boy (uno dei protagonisti di Trainspotting): la sua natura di superdotato e la totale mancanza di inibizioni lo rendono infatti l'attore perfetto per questo genere di pellicole.
La sua movimentata, ma, in un certo modo, rassicurante routine viene sconvolta dall'arrivo di un uragano, a lungo annunciato dalle previsioni meteo e per questo ribattezzato dagli edimburghesi Du'Palle: la tempesta non avrà i nefasti effetti temuti ma porta con sé un complesso intreccio di eventi:
- Alec Connolly, personaggio già citato ne Il Lercio e presente in Colla, consumato etilista vecchio amico di Terry e suo sodale nei furti di appartamento, si toglie la vita a 68 anni dopo aver ricevuto analisi cliniche infauste. Al funerale Terry viene agganciato dal suo vecchio compagno di scuola Victor, detto il Ricchione, un boss malavitoso che, dovendo espatriare in Spagna per sfuggire alla giustizia, gli chiede di coadiuvare il suo perfido e laido tirapiedi Kelvin nella gestione della sauna (in realtà un bordello) di sua proprietà. La sauna è la stessa in cui lavorava Nikki, la protagonista di Porno.
- Tra le lavoratici della sauna di Victor c'è Jinty Magdalen, trentenne ninfomane e perciò molto richiesta dai clienti. Nella notte in cui imperversa l'uragano Du' Palle, Jinty dopo aver avuto un rapporto sessuale con Terry sul suo taxi e consumato cocaina in un pub, scompare misteriosamente, lasciando affranti e costernati il padre Maurice, ex galeotto, e il fidanzato Jonty MacKay, un ragazzo dall'intelligenza subnormale (crede che la fidanzata lavori per un'impresa di pulizie) ma sessualmente superdotato. Terry dovrà occuparsi della sua ricerca e conoscerà così Jonty, scoprendo di avere un segreto in comune con il sempliciotto.
- Durante l'uragano, Terry carica sul suo taxi Sara Ann Lamont, giovane drammaturga frustrata che intende suicidarsi gettandosi da un ponte. Avrà invece un rapporto sessuale con Terry e i due intrecceranno una relazione.
- Ronald Checker, miliardario immobiliarista americano e presentatore di un famoso talent show (viene definito “la versione sudista, giovanile e un po' punk di Donald Trump"), sale per caso sul taxi di Terry e,ammaliato dalla sua parlantina e schiettezza, lo ingaggia come autista e assistente per gli affari che deve svolgere in Scozia, in primis accaparrarsi un trio di un rarissimo whisky della distilleria Bowcullen.
Gas Terry si trova così a interagire con tutti questi personaggi e altri ancora e, dopo aver vissuto esperienze che lo costringono a rivedere le sue priorità esistenziali (arriverà a interessarsi di letteratura nonché a stare più vicino ai suoi figli e alla nipotina) e scoperto insospettabili segreti relativi alla propria famiglia d'origine, troverà il senso finale della sua “corsa”, il suo autentico ruolo nello schema del mondo.

## Collegamenti ad altre opere
Rispetto a Trainspotting, Colla e Porno la vicenda non è ambientata a Leith e in altri quartieri a maggioranza cattolica ma si svolge tra il centro storico di Edimburgo,ove Terry si è trasferito, i campi da golf di Muirfield, le distillerie delle Highlands e il quartiere di Gorgie, che, all'opposto di Leith, è caratterizzato dalla maggioranza protestante e dal tifo per gli Heart of Midlothian.
Jonty MacKay, Jinty Magdalen e tutte le loro famiglie sono infatti tifosi degli Hearts:dopo Diane, la fidanzata di Mark Renton in Trainspotting e Porno e Carl Ewart di Colla, è uno dei pochi casi in cui in un libro di Welsh dei personaggi “positivi” non sono tifosi degli Hibernian.
Tra i colleghi taxisti di Lawson vi è un certo Cliff Blades, detto "Bladesey", che pur essendo inglese è un convinto fautore dell'indipendentismo scozzese: Blades era presente ne Il Lercio come un compagno di loggia e di bevute del protagonista Bruce Robertson, che lo aveva reso vittima dei suoi perfidi "giochini". Nel precedente romanzo Blades era un funzionario statale di discreto livello, pur non legando esplicitamente le trame dei due romanzi, Welsh fa dunque capire che oltre al matrimonio Robertson ha rovinato anche la carriera all'ex amico.
Al fine di vendicarsi nei confronti di Victor Il Ricchione e, soprattutto di Kelvin, Gas Terry, che ha casualmente rinvenuto il diario di Jinty Magdalen in cui si parla degli abusi subiti quotidianamente dalle ragazze nella sauna/bordello, spedisce lo scritto in forma anonima alla Polizia di Edimburgo indirizzandolo al sergente detective Amanda Drummond, specializzata in casi di violenza contro le donne e con fama di poliziotta incorruttibile. La Drummond era presente ne Il Lercio come una giovane agente in carriera molto attenta alla politically correctness linguistica, all'uguaglianza di genere e ai diritti delle minoranze etniche e perciò disprezzata dal protagonista Bruce Robertson.
La finale di Coppa di Scozia tra Hearts e Hibernian riunirà allo stadio tutti i superstiti protagonisti di Colla: Terry Lawson e Billy Birrel con suo fratello minore Rab nella curva degli Hibs e Carl Ewart, tornato dall'Australia per l'occasione, in quella dei Jambos. 
L'episodio ha però scarsa rilevanza e in tutto il corso del romanzo Terry mostra di non aver praticamente alcun contatto costante con i vecchi compari Billy e Carl, mentre sono abbastanza frequenti gli incontri e le telefonate con Rab Birrell: si può desumere che gli strascichi psicologici e i sensi di colpa per la tragica fine di Andy Galloway abbiano irrimediabilmente allontanato i tre superstiti del quartetto.
Durante una visita in ospedale al padre moribondo, Gas Terry nota e abborda un'attraente infermiera che indossa dei collant neri con la cucitura che sale lungo il dietro della gamba. 
La ragazza tratta con simpatia il protagonista ma ne respinge le avance dichiarando di essere sposata, un'infermiera con un identico modello di calze era stata notata, senza rivolgerle la parola, anche da Bruce "Robbo" Robertson, il poliziotto protagonista de Il Lercio, in visita in ospedale a un collega.

## Edizioni
- Irvine Welsh, Godetevi la corsa, traduzione di Massimo Bocchiola, collana Narratori della Fenice, Guanda, 2015,  pp. 440 pagine, ISBN 978-8823511262.